# Flødebolle (kage)
 Denne artikel omhandler en delikatesse. Opslagsordet har også en anden betydning, se Flødebolle (flertydig).
En flødebolle betegnede tidligere en konditorkage (flødeskumskage): en vandbakkelse med lidt creme i bunden, som er fyldt op med sødet flødeskum og overtrukket med sukker- eller chokoladeglasur.